# Rettern
Rettern ist ein Gemeindeteil des Marktes Eggolsheim im Landkreis Forchheim (Oberfranken, Bayern).

## Geografie
Das Dorf am Ostrand des Erlanger Albvorlandes befindet sich etwa vier Kilometer südöstlich des Ortszentrums von Eggolsheim auf einer Höhe von 356 m ü. NHN.

## Geschichte
Bis zum Beginn des 19. Jahrhunderts unterstand Rettern der Landeshoheit des Hochstifts Bamberg. Die Territorial- bzw. Dorf- und Gemeindeherrschaft nahm das bambergisch-dompropsteiliche Kastenamt Unterstürmig wahr. Die Hochgerichtsbarkeit übte das ebenfalls bambergische Amt Eggolsheim als Centamt aus.
Als das Hochstift Bamberg infolge des Reichsdeputationshauptschlusses 1802/03 säkularisiert und unter Bruch der Reichsverfassung vom Kurfürstentum Pfalz-Baiern annektiert wurde, wurde Rettern Bestandteil der während der „napoleonischen Flurbereinigung“ in Besitz genommenen neubayerischen Gebiete.
Durch die Verwaltungsreformen zu Beginn des 19. Jahrhunderts im Königreich Bayern wurde Rettern mit dem Zweiten Gemeindeedikt 1818 eine Ruralgemeinde. Im Zuge der Gebietsreform in Bayern wurde die Gemeinde Rettern am 1. Juli 1972 in den Markt Eggolsheim eingegliedert. Im Jahr 1987 zählte Rettern 248 Einwohner.

## Verkehr
Die von Kauernhofen kommende Kreisstraße FO 11 durchquert den Ort und führt weiter nach Ehrlersheim. Der ÖPNV bedient das Dorf an einer Haltestelle der Buslinie 266 des VGN in Richtung Forchheim und in die Gegenrichtung nach Eggolsheim. Die nächstgelegenen Bahnhöfe an der Bahnstrecke Nürnberg–Bamberg befinden sich in Eggolsheim und Forchheim.

## Baudenkmäler

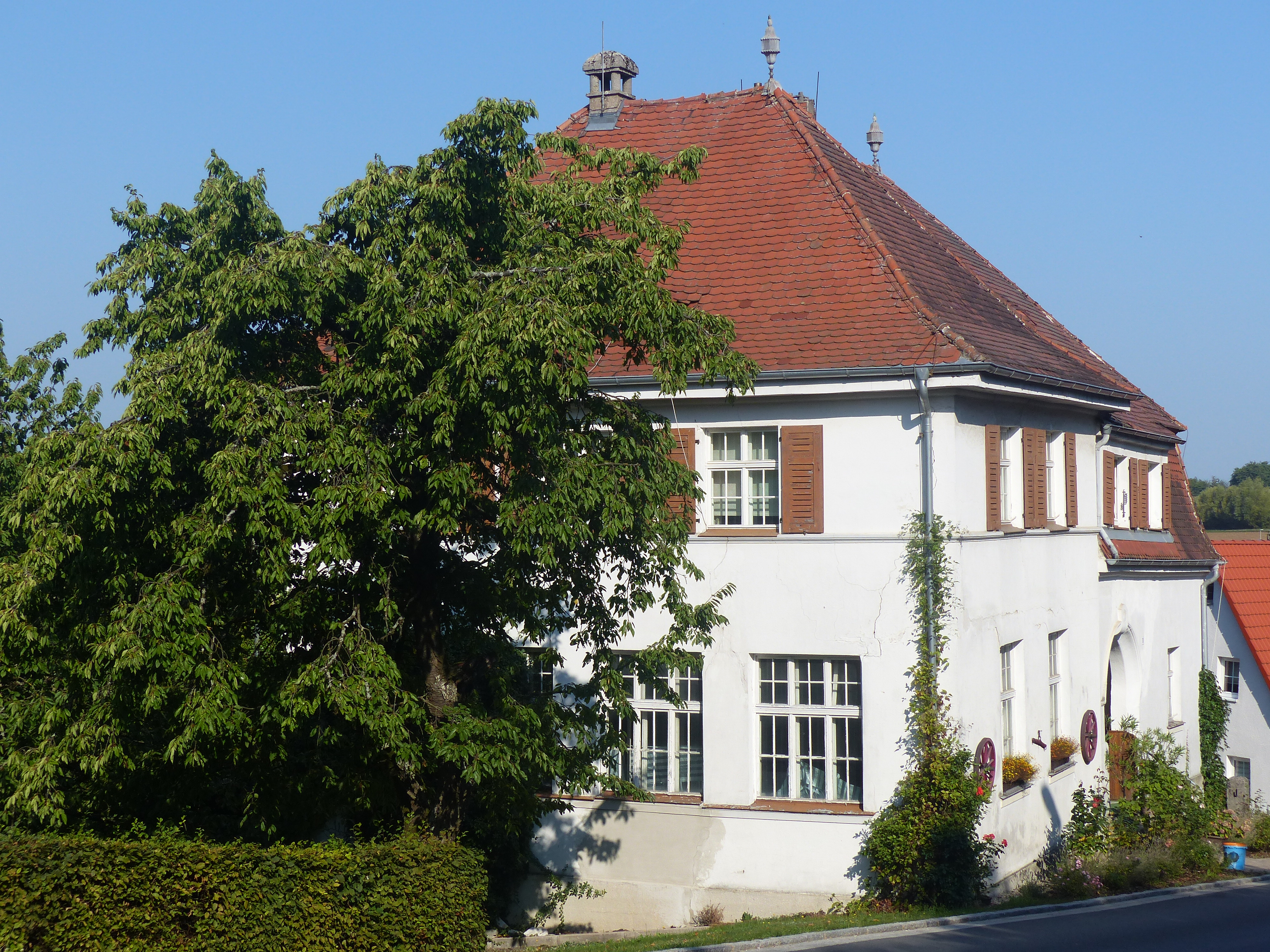
Ehemaliges Schulhaus von Rettern

In und um Rettern gibt es zwölf denkmalgeschützte Objekte, darunter drei Fachwerkscheunen, zwei Bauernhäuser und ein ehemaliges Schulhaus.